# IGN Brasil
IGN Brasil é um site brasileiro de notícias da cultura geek e de videogames, sendo a versão nacional do site IGN. No Brasil, o portal é operado pela Webedia desde 2015 e tem a maior audiência sobre o tema na América Latina - e a segunda maior do mundo.
Desde seu lançamento, o IGN  está presente na cobertura de  grandes eventos do segmento como Campus Party Brasil e Brasil Game Show. O portal produziu o primeiro torneio de Esports patrocinado por uma marca de massa no Brasil e conta com milhares de seguidores no Facebook, Instagram, YouTube, Twitter, Twitch e TikTok.

## Histórico
Em 2016, firmou sua primeira parceria com a Ubisoft em uma ação para a divulgação do jogo Watch Dogs 2, simulando invasão hacker ao site do IGN Brasil. O portal também participou de seu primeiro evento, cobrindo o Brazil’s Independent Game Festival, voltado aos jogos independentes na América Latina. 
Também neste ano, o IGN participou pela primeira vez da BGS, com um estande próprio. Nesta ocasião, fez o anúncio da construção do maior painel de LED móvel da América Latina com espaço para pessoas poderem assistir a torneios de jogos competitivos.
Em dezembro  a primeira edição do torneio Old Spice Overwatch, patrocinado pela Old Spice, foi anunciado. Com as equipes participantes: Black Dragons, Dogma ESports, First E-Sports, Golden Glory Gaming, Keep Gaming, Santos Dexterity, SemXorah Gaming e Team Innova
Em 2017, o portal participou da 5ª Edição do BIG Festival, fazendo a cobertura do evento e premiando o game escolhido como vencedor com  R$ 50  mil em ações publicitárias de divulgação. O  IGN Brasil alocou o portal Versus, - subdomínio de Esports que futuramente viria a se chamar MGG Brasil -, continuou em parceria com a Ubisoft e se tornou parceiro também da Intel e da Dell, com o Alienware Tournament Rainbow Six by IGN, que teve sua final na Arena de LED. 
Na Brasil Game Show do mesmo ano, foi firmada uma parceria entre o IGN Brasil e a empresa de acessórios para gamers, HyperX, que também patrocinou a cobertura do evento pelo portal e a primeira temporada da COPA IGN, no ano seguinte.  
Em 2018, o portal deu inicio ao seu primeiro torneio autoral com a COPA IGN, onde 30 equipes disputaram no jogo PlayerUnknown’s Battlegrounds, pelo prêmio de R$ 50 mil em publicidade, que contou com patrocínio de Samsung e HyperX. No mesmo mês a Old Spice lançou o HearthStone Old Spice Tournament, em parceria com o IGN, torneio do jogo HearthStone. 
O IGN Brasil  participou de uma divulgação conjunta com o AdoroCinema do filme “Jogador Nº1”, patrocinado pela Warner, que contou com a participação de 100 microinfluenciadores, em um stream do jogo Injustice 2 na Arena de LED. Em setembro, o IGN Brasil transmitiu o reality show de League of Legends, Ultimate Legends Training, o ULT,  produzido pelo MGG Brasil e patrocinado pela Gillette . O reality alcançou mais de 2,4 milhões de visualizações nos 5 episódios, contando com 627 mil horas assistidas e 350 mil pageviews no site oficial. Mais tarde no mesmo ano, aconteceu a 2ª edição da COPA IGN, patrocinada pela ACER e pela Nissin, que teve o prêmio de R$ 22 milhões a ser dividido entre os três primeiros colocados.
No fim do ano, o IGN promoveu em parceria com o Facebook o torneio “Facebook Gaming Creators Cup powered by IGN”, competição do jogo de tiro online PlayerUnknown’s Battlegrounds (PUBG). 
2019 começou com a Copa do Mundo de Just Dance, que contou com a produção da unidade de gaming da Webedia Brasil, incluindo o IGN e a segunda edição do Facebook Gaming Creators, dessa vez com um torneio de Fortnite. Em fevereiro foi anunciada a cobertura da Campus Party pelo IGN Brasil. 
Já em 2020, com o início da pandemia de Covid-19, o IGN Brasil voltou a exibir diariamente o Daily Fix no YouTube, com a locução da jornalista Carol Costa. Para o Dia do Orgulho Nerd do mesmo ano, o IGN Brasil e o AdoroCinema fizeram uma live beneficente a convite do portal Omelete, intitulada "Super Live Nerd", onde o dinheiro arrecadado foi para a ONG Gerando Falcões.
Neste ano também aconteceu a segunda edição do Old Spice Game Arena By IGN, apresentado pelo ganhador da primeira temporada, o jogador: The Darkness. O portal promoveu também matérias editoriais para a sétima edição do torneio Logitech G Challenge de esports, promovido pela Logitech e produzido pela Webedia. No fim do ano anunciaram a segunda edição do ULT para o ano seguinte, com o prêmio de um contrato assinado por um ano com um time profissional. A segunda temporada do programa foi exibida no MGG. 
Em 2022, o IGN Brasil foi parceiro oficial de mídia da BGS. No mesmo ano o site fez sua primeira transmissão pelo TikTok do Evolution Championship Series, torneio que aconteceu em Las Vegas.